# Alta corte di giustizia per le sanzioni contro il fascismo
L'Alta corte di giustizia per le sanzioni contro il fascismo (abbreviato ACGSF) è stata un'istituzione straordinaria del Regno d'Italia per giudicare gravi crimini del regime fascista.

## Storia
Il tribunale fu istituito nelle zone dell'Italia liberate dal fascismo tra il 1944 e il 1945, durante la luogotenenza di Umberto di Savoia, per perseguire i gerarchi del regime precedente. La corte venne istituita dall'articolo 2 del decreto legislativo luogotenenziale n. 159 del 27 luglio 1944, mentre il suo funzionamento venne determinato dal decreto legislativo luogotenenziale n. 198 del 13 settembre 1944.

## Composizione e funzioni
La corte si componeva di un presidente e otto membri nominati dal Consiglio dei ministri tra alti magistrati e personalità civili, al fine di fare giustizia nei confronti del governo e dei gerarchi del Partito Nazionale Fascista deferiti dall'Alto commissariato per i crimini fascisti.
In casi di eccezionale gravità potevano essere deferiti al giudizio dell'alta corte anche persone diverse dai gerarchi fascisti, ma sempre colluse col passato regime. Gli imputati avevano facoltà di presentare memorie difensive e richiedere di essere interrogati. Prima del giudizio, l'Alta corte di giustizia poteva procedere a indagini e ascoltare l'interessato. Durante il dibattimento, l'accusa era sostenuta dall'Alto Commissariato. Le sentenze, le ordinanze e gli altri provvedimenti dell'Alta corte di giustizia erano definitive ed esecutive e non ammettevano alcun tipo di impugnazione.

## Cessazione
La corte venne soppressa con decreto legislativo luogotenenziale n. 625 del 5 ottobre 1945 e i procedimenti pendenti vennero conferiti alla Corte d'assise speciale per i crimini fascisti.
L'intero fondo relativo all'Alta corte è stato inventariato ed è parte delle raccolte dell'Archivio centrale dello Stato; l'inventario è disponibile anche sul sito dell'Archivio storico del Senato, che ai metadati aggiunge la digitalizzazione dei singoli fascicoli quando riguardano senatori del Regno.